# Physiological and Biochemical Zoology
Physiological and Biochemical Zoology is een internationaal, aan collegiale toetsing onderworpen wetenschappelijk tijdschrift op het gebied van de fysiologie en de zoölogie. De naam wordt in literatuurverwijzingen meestal afgekort tot Physiol. Biochem. Zool. Het wordt uitgegeven door University of Chicago Press namens de Society for Integrative and Comparative Biology en verschijnt tweemaandelijks.